# Karl Hohmann
Pour les articles homonymes, voir Hohmann.
Karl Hohmann est un joueur de football allemand, né le 18 juin 1908 à Düsseldorf, et mort le 31 mars 1974 dans la même ville.

## Biographie
Jouant au poste d'attaquant, il fut international allemand à 26 reprises entre 1930 et 1937 pour 20 buts marqués. Il qualifia son pays (en faisant un triplé contre le Luxembourg) et participa à la Coupe du monde de football 1934, en Italie. Il fit 2 matchs (Belgique et Suède) sur les quatre joués par l'Allemagne, terminant 3e du tournoi. Il fit un doublé en quarts contre la Suède (2-1). 
Il participa aux Jeux olympiques d'été de 1936, où il atteint les quarts de finale avec l'Allemagne, battu par la Norvège (0-2).

## Clubs
En tant que joueur
- VfL Benrath

En tant qu'entraîneur
- 1949-1954 : Rot-Weiss Essen

## Palmarès
En tant que joueur
- Gauliga Niederrhein
  - Champion en 1934 et en 1935
- Coupe du monde de football
  - Troisième en 1934

En tant qu'entraîneur
- Coupe d'Allemagne de football
  - Vainqueur en 1953